# Sonnenuntergangsphänomen
Als Sonnenuntergangsphänomen wird bei Säuglingen ein Abwärtsblick der Augen bei geöffneten Lidern bezeichnet. Dabei schiebt sich der untere Teil der Hornhaut unter das Unterlid, sodass die Iris mit der darüber sichtbaren weißen Sklera wie eine untergehende Sonne wirkt. Das Sonnenuntergangsphänomen ist in der Neugeborenenperiode bis zu einem gewissen Grad ein normaler Vorgang, da die Okulomotorik (Augenbewegung) noch nicht vollständig koordiniert abläuft. Spätestens nach dieser Phase ist es jedoch ein ernstes Krankheitszeichen und kann als Symptom einer vertikalen Blickparese (Parinaud-Syndrom) nach oben mit agonistischer Lidretraktion z. B. auf eine Raumforderung mit erhöhtem Hirndruck hindeuten. Es ist zudem als Symptom eines Hydrocephalus bekannt.